# Elsie Gladstone
Elsie Mabel Gladstone (West-Bengalen, India, 27 maart 1886 - Namen, België, 24 januari 1919) was een Britse verpleegkundige in de Queen Alexandra's Imperial Military Nursing Service (QAIMNS), die tijdens de Eerste Wereldoorlog in Frankrijk en België diende. Ze is een van de twee Britse verpleegsters die op Belgisch grondgebied begraven liggen.

## Biografie
Elsie Gladstone werd geboren in een militair gezin. Haar vader, Cecil Ernest Gladstone, was commissaris bij de West Bengal Civil Service, haar moeder was Florence Elliot Campbell. Ze had vier zussen: Florence Amy (1878-1979), Rose Louisa (1884-1964), Margaret Cecil (1890-1980) en Gladys Crommelin "Betty" (1892-1966). Rond 1910, toen haar vader met pensioen was, verhuisde het gezin naar Jersey. Elsie Gladstone ging na haar schooltijd in Bristol verpleegkunde studeren. In juni 1912 trad ze in dienst bij het Guy's Hospital in Londen. Eind november 1913 overleed haar vader. Elsie Gladstone studeerde af in juli 1915. Haar moeder en de vijf dochters gingen allemaal voor hun land werken, voor het Rode Kruis of het Voluntary Aid Detachment.
Elsie Gladstone meldde zich als reservist bij de QAIMNSR. In augustus 1915 werkte ze aanvankelijk aan boord van een hospitaalschip. Vervolgens werd zee als anesthesiemedewerker overgeplaatst naar een medische opleiding in Frankrijk. Omdat er een groot tekort aan artsen was, besloot de Britse regering een groep van vijftig verpleegsters in enkele maanden op te leiden voor het toedienen van narcose.
Aan het einde van de oorlog werkte Elsie Gladstone op het Casualty Clearing Station (CCS) no 48. Toen de wapenstilstand van 11 november 1918 werd gesloten, zat zij nog op haar post. Op 22 november 1918 werd CCS no 48 per vrachtwagen naar Charleroi in België overgebracht en vervolgens op 30 november per trein naar Namen. Daar behandelde ze Britse soldaten die leden aan de Spaanse griep, die ze uiteindelijk zelf ook opliep. Haar toestand verslechterde en ze overleed op 24 januari 1919 aan een longontsteking.

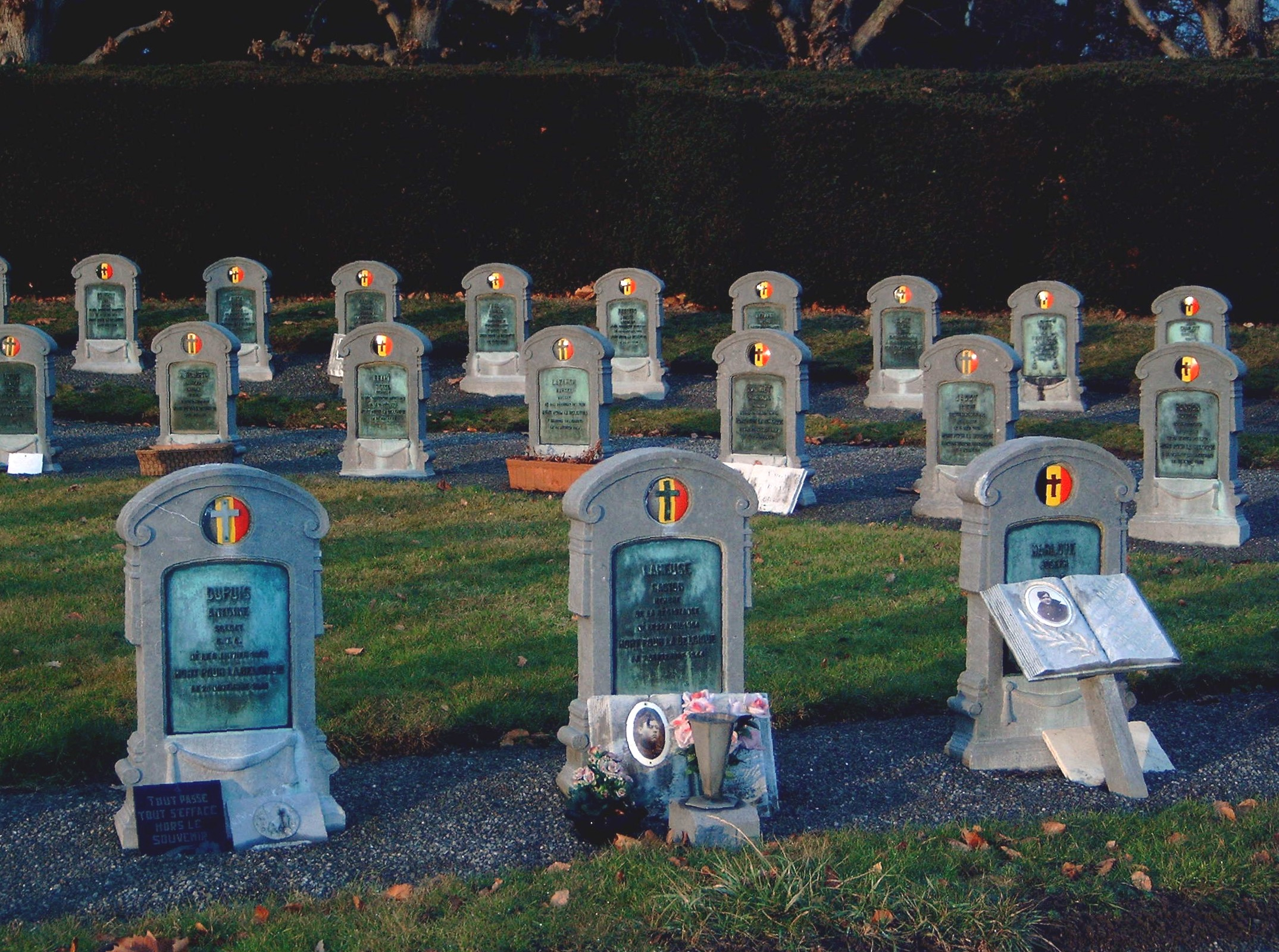
Deel van de militaire begraafplaats in Belgrade

Elsie Gladstone werd met militaire eer begraven op de begraafplaats van Belgrade in Namen. Elsie Gladstone en Nellie Spindler zijn de enige twee Britse verpleegsters uit de Eerste Wereldoorlog die in België begraven liggen. Het lichaam van Edith Cavell werd opgegraven en op 14 mei 1919 teruggebracht naar Engeland.
Het CCS no 48 werd op 5 oktober 1919 gedemobiliseerd.

## Onderscheiding en eerbetoon
- In 1919 werd zij postuum lid van de Koninklijke Orde van het Rode Kruis, 2e klas.
- Op 8 november 2020 eerde de afdeling Brussel van het Royal British Legion haar op de begraafplaats van Belgrade tijdens Remembrance Sunday.[7]